# E poi siamo finiti nel vortice
E poi siamo finiti nel vortice è l'ottavo album in studio della cantautrice italiana Annalisa, pubblicato il 29 settembre 2023 dalla Warner Italy.
Il progetto discografico ha esordito alla prima posizione della classifica FIMI Album, sostenuto dai singoli Bellissima e Mon Amour, divenuti i brani di un'artista solista italiana più venduti in Italia nella storia della FIMI, nonché rispettivamente il brano di un'artista femminile italiana con il maggior numero di settimane di permanenza nella classifica FIMI Singoli e il primo della carriera dell'artista a raggiungere la prima posizione della suddetta classifica.

## Descrizione
Il progetto discografico si compone di dodici tracce, scritte dalla stessa Annalisa con la collaborazione di autori e produttori, tra cui Davide Simonetta, Alessandro Raina, Paolo Antonacci, Zef, Room9, Placido Salamone e Raffaele Esposito.
In un'intervista rilasciata a Rockol, Annalisa ha raccontato il processo creativo dopo la pubblicazione del settimo album in studio Nuda e il significato dell'album:
La cantante ha inoltre spiegato il significato del titolo dell'album, definito come «metaforico» sulle diverse fasi della vita identificate nel «vortice», in cui viene rappresentato «l’entusiasmo, ci sono le delusioni, le cose che cambiano, i colpi di scena, un finale. E poi ricominci di nuovo». Dal punto di vista delle scelte musicali Annalisa ha dichiarato di essersi ispirata a sonorità elettropop e anni '80.

## Promozione

### Singoli
Il primo singolo Bellissima viene pubblicato il 2 settembre 2022 insieme al relativo video. Bellissima è il primo brano di un'artista femminile italiana ad essere rimasto nella classifica FIMI Singoli per oltre 52 settimane consecutive. Inoltre, al 2024, risulta essere la canzone di un'artista italiana con più settimane trascorse nella classifica settimanale delle vendite FIMI. Il secondo singolo, Mon Amour, viene pubblicato il 31 marzo 2023; il brano diviene il primo della carriera dell'artista a raggiungere la prima posizione della classifica di vendita dei singoli redatta da FIMI.  Il singolo è diventato inoltre il più riprodotto di sempre su Spotify per un'artista italiana solista; è stato inoltre certificato sei volte disco di platino, diventando il brano di un'artista solista italiana più venduto in Italia nella storia della FIMI. L'8 settembre viene pubblicato il terzo singolo Ragazza sola, insieme al relativo video. Il 17 novembre è stato pubblicato Euforia, che ha esordito prima di essere estratto come singolo alla 64ª posizione della Top Singoli.
In un'intervista rilasciata a Vanity Fair, Annalisa ha raccontato la scelta dei primi tre singoli estratti dall'album, concepiti come una trilogia musicale e visuale:

### Riedizioni
Il 7 novembre 2023 viene pubblicata una cover del brano Christmas (Baby Please Come Home) di Darlene Love, come brano colonna sonora del film italiano Elf Me diretto da YouNuts! per Prime Video in esclusiva per Amazon Music. Il brano è stato inserito nella riedizione dell'album per Amazon Music, assieme alla versione acustica del brano Ragazza sola.
Successivamente all'annuncio della partecipazione della cantante al 74º Festival di Sanremo con il brano Sinceramente, è stata pubblicata una riedizione dell'album E poi siamo finiti nel vortice (Sanremo Edition) comprendente il singolo in gara alla kermesse.
Il 25 ottobre 2024 è stata pubblicata un'ulteriore riedizione dell'album, inclusiva anche del singolo Storie brevi, in collaborazione con Tananai. Questa riedizione, pubblicata esclusivamente in formato fisico, è stata rilasciata in compact disc jewel case e in vinile bianco esclusivo.

### Tour
Per promuovere il disco, la cantante ha inaugurato il suo tour con la data sold out del 4 novembre 2023 al Forum di Assago, e successivamente è stata impegnata nel 2024 con il Tutti nel vortice Palasport, che l'ha vista esibirsi nei principali palazzetti d'Italia ad aprile, e con il Tutti in Arena all'Arena di Verona il 14 e 20 maggio, trasmesso in differita il 5 settembre 2024 (e successivamente anche l'11 agosto 2025) su Canale 5 con il titolo Annalisa - Tutti in Arena. Tra giugno e agosto 2024 la cantante ha inoltre intrapreso il Tutti nel vortice Outdoor nei principali festival e grandi spazi aperti di tutta Italia. Alla fine del tour, tutte le date dei concerti legati all'album hanno registrato il tutto esaurito con più di 200 000 biglietti venduti, motivo per il quale la cantante ha vinto il Premio Live Platino ai TIM Music Awards 2024.

## Accoglienza
| Recensione       | Giudizio |
| ---------------- | -------- |
| All Music Italia | 6/10     |
| Newsic           | 6,75/10  |
| Ondarock         | 6/10     |
| Rockol           | 7/10     |

Claudio Cabona di Rockol definisce l'album dal «sound principalmente elettronico e avvolgente, con tanti riferimenti agli anni ’80 e alcune spruzzate di anni ’60» con riferimenti a Nada, Raffaella Carrà e Donatella Rettore, risultando «estremamente divertente, autoironico e ballabile». Nella recensione l'album viene descritto come «vero e credibile», poiché «parla il linguaggio di questi tempi, sotto ogni punto di vista», con l'obiettivo delle tracce di «rendere le giornate di chi lo ascolta meno amare. A volte lo si dimentica, ma questa dovrebbe proprio essere l’essenza del pop». Tra i brani afferma che Stelle è una delle canzoni migliori «dal punto di vista dell’equilibrio tra testo e musica» e Indaco violento «il pezzo simbolo del progetto». Per lo stesso sito, Mattia Marzi scrive che la cantante nel progetto appare «sexy, spregiudicata e ironica come non mai», ma senza «tirarsela da nuova Beyoncé», poiché nei brani canta «con fare fresco, pop, empatico e anche divertente».
Claudio Fabretti di Ondarock definisce E poi siamo finiti nel vortice «un disco perfettamente contemporaneo», in cui la cantante attua una «irreversibile trasformazione» verso una «svolta elettropop», e che «l'elettronica anni '80» si sposa bene «all’ombroso e irrequieto mezzosoprano». Nell'album riscontra che «svolazzi lirici più audaci» si alternino a «scivolate da teenager in astinenza da TikTok», definendo quest'ultima scelta un tentato «aggiornamento al duemila della vecchia italo disco», sebbene «non appare sempre in grado di riempirla di contenuti all’altezza». Fabretti scrive che l'album nel complesso mostra una Annalisa «non più pretenziosa cantautrice intimista ma non ancora pienamente a suo agio nei panni di femme fatale da frullare in pista», sperando che «possa ritrovare quell’ambizione da cantautrice elegante e quel gusto per la raffinatezza alla Mina che, in fondo, ha sempre ricercato. Nel frattempo, si tratta del più classico dei "prendere o lasciare". E, per citare Mon Amour, “io ci sto”».
Marco De Crescenzo di Newsic scrive che «Annalisa alla fine ha trovato la sua comfort zone nel vortice, il suo spazio. Matura e consapevole delle sue capacità, questo disco è la conferma di questa sua trovata dimensione che, senza dubbio, la porterà a stanziare definitivamente tra le Regine del pop italico».

### Riconoscimenti di fine anno
- 30º — Rolling Stone Italia[35]

## Tracce
1. Bellissima – 3:21 (Annalisa Scarrone, Davide Simonetta, Paolo Antonacci)
2. Ragazza sola – 3:19 (Annalisa Scarrone, Davide Simonetta, Alessandro Raina)
3. Euforia – 3:00 (Annalisa Scarrone, Davide Simonetta, Paolo Antonacci)
4. Mon Amour – 3:23 (Annalisa Scarrone, Davide Simonetta, Paolo Antonacci, Stefano Tognini)
5. Rosso corallo – 3:20 (Annalisa Scarrone, Davide Simonetta, Alessandro Raina)
6. Bollicine – 3:26 (Annalisa Scarrone, Davide Simonetta, Paolo Antonacci)
7. Gommapiuma – 3:01 (Annalisa Scarrone, Davide Simonetta, Paolo Antonacci, Alessandro Raina)
8. Aria – 3:03 (Annalisa Scarrone, Kende, Lorenzo Santarelli, Marco Salvaderi)
9. La crisi a Saint-Tropez – 3:08 (Annalisa Scarrone, Davide Simonetta, Paolo Antonacci)
10. Ti dico solo – 3:09 (Annalisa Scarrone, Kende, Lorenzo Santarelli, Marco Salvaderi)
11. Stelle – 3:17 (Annalisa Scarrone, Davide Simonetta, Raffaele Esposito)
12. Indaco violento – 3:14 (Annalisa Scarrone, Davide Simonetta, Paolo Antonacci)

Tracce bonus dell'edizione Amazon Music
1. Christmas (Baby Please Come Home) – 2:38 (Phil Spector, Ellie Greenwich, Jeff Barry)
2. Ragazza sola (Acoustic version) – 3:26 (Annalisa Scarrone, Davide Simonetta, Alessandro Raina)

Traccia bonus dell'edizione Sanremo
1. Sinceramente – 3:35 (Annalisa Scarrone, Paolo Antonacci, Davide Simonetta, Stefano Tognini)

Traccia bonus nella riedizione streaming e fisica del 2024
1. Storie brevi (con Tananai) – 2:55 (Alberto Cotta Ramusino, Annalisa Scarrone, Davide Simonetta, Paolo Antonacci)

## Successo commerciale
E poi siamo finiti nel vortice ha esordito alla prima posizione della classifica FIMI Album, divenendo il primo progetto dell'artista ad ottenere tale risultato, oltre che alla prima posizione della Classifica FIMI Vinili. Inoltre ha esordito alla posizione 42 nella Schweizer Hitparade.
Nella settimana dal 9 al 15 febbraio 2024, torna dopo cinque mesi nel podio della classifica FIMI Album e per la prima volta sale al primo posto nella classifica degli album più ascoltati della piattaforma Spotify, traguardo raggiunto per la seconda volta da una donna dopo il primo album omonimo di Madame nel 2021. Sommando le certificazioni di singoli e album, con più di 2 150 000 copie vendute, è l'album femminile con più copie certificate del decennio 2020 in Italia. È risultato l'album di un'artista più venduto nel primo semestre del 2024 nonché il sesto in generale.
Nel settembre del 2024 supera 330 milioni di ascolti totali su Spotify risultando il 2° album più ascoltato di un'artista italiana sulla piattaforma.
Sempre nel settembre 2024, con 34 settimane trascorse nella top 10 album della classifica settimanale FIMI, diventa l'album di un’artista donna con più settimane trascorse nella top 10.

## Classifiche

### Classifiche settimanali
| Classifica (2023) | Posizione massima |
| ----------------- | ----------------- |
| Italia            | 1                 |
| Svizzera          | 42                |

### Classifiche di fine anno
| Classifica (2023) | Posizione |
| ----------------- | --------- |
| Italia            | 45        |
| Classifica (2024) | Posizione |
| Italia            | 9         |